# Urrea de Jalón
Urrea de Jalón es un municipio y localidad española de la provincia de Zaragoza, en la comunidad autónoma de Aragón. El término municipal, ubicado en la comarca de Valdejalón, tiene una población de 440 habitantes (INE 2024) y una superficie de 25,46 km².

## Historia
Su estratégica situación convirtió a este municipio en un lugar codiciado tras la reconquista de la zona por Alfonso I el Batallador en el siglo XII. En el año 1254 era señorío de Sancho Martínez de Oblitas, y en 1326 pertenecía ya a la casa de Ximénez de Urrea, que más tarde serían conocidos como los condes de Aranda. Aún se aprecia la influencia del arte mudéjar en toda la localidad.

## Demografía
Urrea de Jalón cuenta con una población de 440 habitantes (INE 2024).
| Gráfica de evolución demográfica de Urrea de Jalón entre 1842 y 2021                                                |
| |
| Población de derecho según los censos de población del INE Población de hecho según los censos de población del INE |

| Nacionalidad | Hombres | Mujeres | Total | %      | Proporción |
| ------------ | ------- | ------- | ----- | ------ | ---------- |
| Española     | 168     | 158     | 326   | 72.7 % |            |
| Extranjera   | 82      | 40      | 122   | 27.2 % |            |

## Administración y política
| Período   | Alcalde                           | Partido |  |
| --------- | --------------------------------- | ------- |  |
| 1979-1983 | Andrés García Pérez               | UCD     |  |
| 1983-1987 |                                   |         |  |
| 1987-1991 |                                   |         |  |
| 1991-1995 |                                   |         |  |
| 1995-1999 |                                   |         |  |
| 1999-2003 |                                   |         |  |
| 2003-2007 |                                   | PP      |  |
| 2007-2011 | Santos Cobos Sola                 | PP      |  |
| 2011-2015 | María del Carmen Lázaro Domínguez | PP      |  |
| 2015-2019 | María del Carmen Lázaro Domínguez | PP      |  |

| Partido político    | Partido político                                   | 2003   | 2007   | 2011   | 2015   |
| Partido político    | Partido político                                   | Ediles | Ediles | Ediles | Ediles |
|                     | Partido Popular de Aragón (PP)                     | 5      | 4      | 5      | 6      |
|                     | Partido de los Socialistas de Aragón (PSOE-Aragón) | 2      | 2      | 2      | 1      |
|                     | Chunta Aragonesista (CHA)                          | —      | 1      | 0      | —      |
|                     | Partido Aragonés (PAR)                             | —      | 0      | 0      | —      |
| Total de concejales | Total de concejales                                | 7      | 7      | 7      | 7      |

## Patrimonio
Esta localidad destaca por sus calles donde el casco urbano mantiene, a pesar de las reformas posteriores, su estructura medieval de callejones y callizos con arcos y recovecos muestra de su pasado como lugar de residencia de población morisca, así como su iglesia y su extenso barrio de casas-cueva, las cuales son codiciadas como primera y segunda residencia por sus características, eficiencia energética e historia.
En la pequeña plaza de la iglesia se levanta la fachada principal y torre de la parroquial de San Salvador, de difícil fotografiar debido a su situación entre estas estrechas calles. En el centro de la fachada se abre la puerta de acceso en arco apuntado, cuyo tímpano lo ocupa una hornacina que cobija la imagen del titular de la parroquial.
- Las calles de este pueblo, de gran belleza, con muros unidos por arcos semicirculares y apuntados.[8]
- Iglesia parroquial del Salvador, del siglo XVI y de estilo mudéjar. En su interior hay una sola nave con ábside poligonal, cubierta por bóveda estrellada.
- Restos del castillo de Orosa.[9][10]
- Zona arqueológica de la Torre del Castilluelo.

## Fiestas
- San Sebastián, 20 de enero.
- La Virgen del Rosario, primer domingo de octubre.

## Hermanamientos
- Urrea de Gaén (España)

## Galería de imágenes

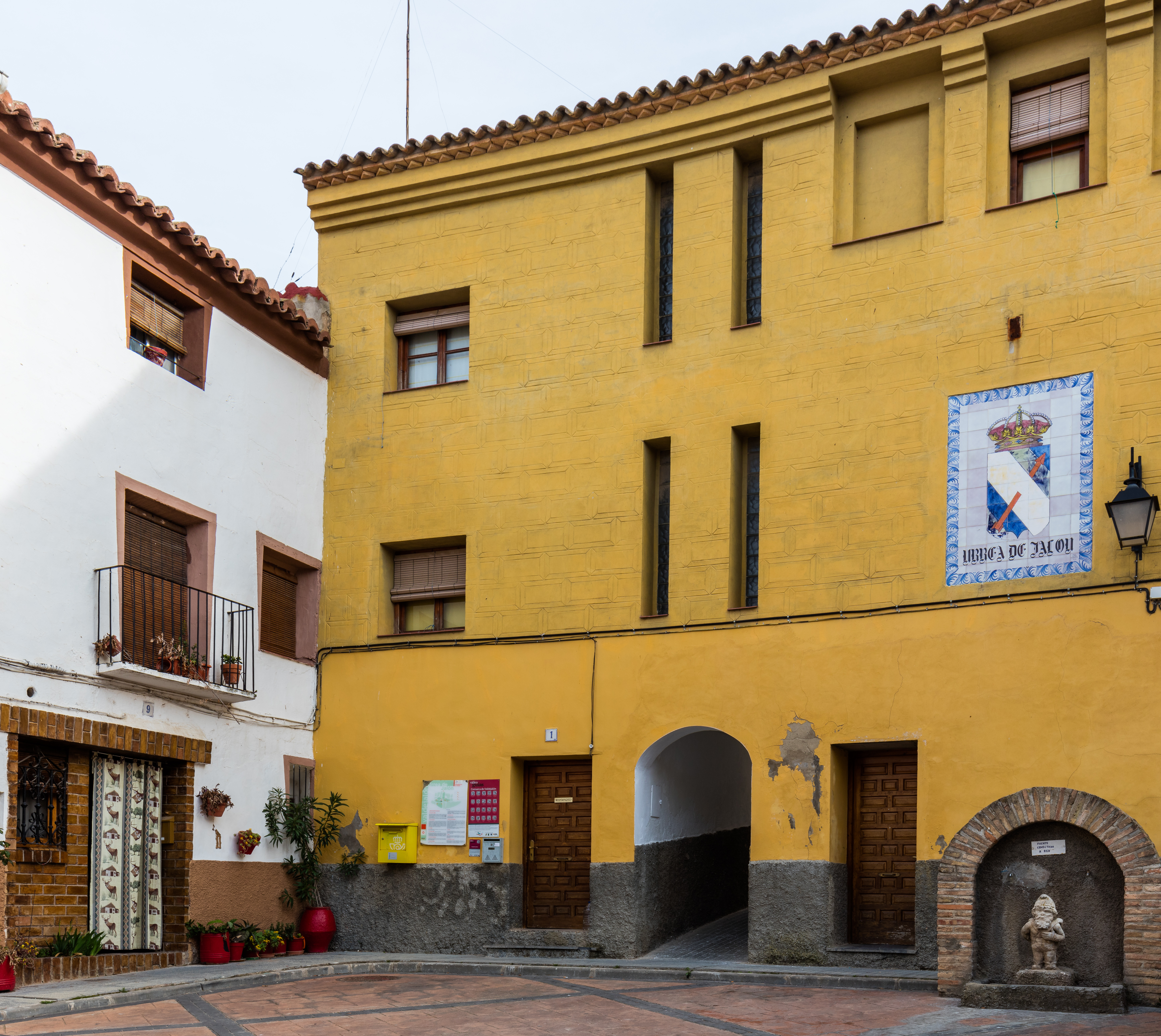
Ayuntamiento.
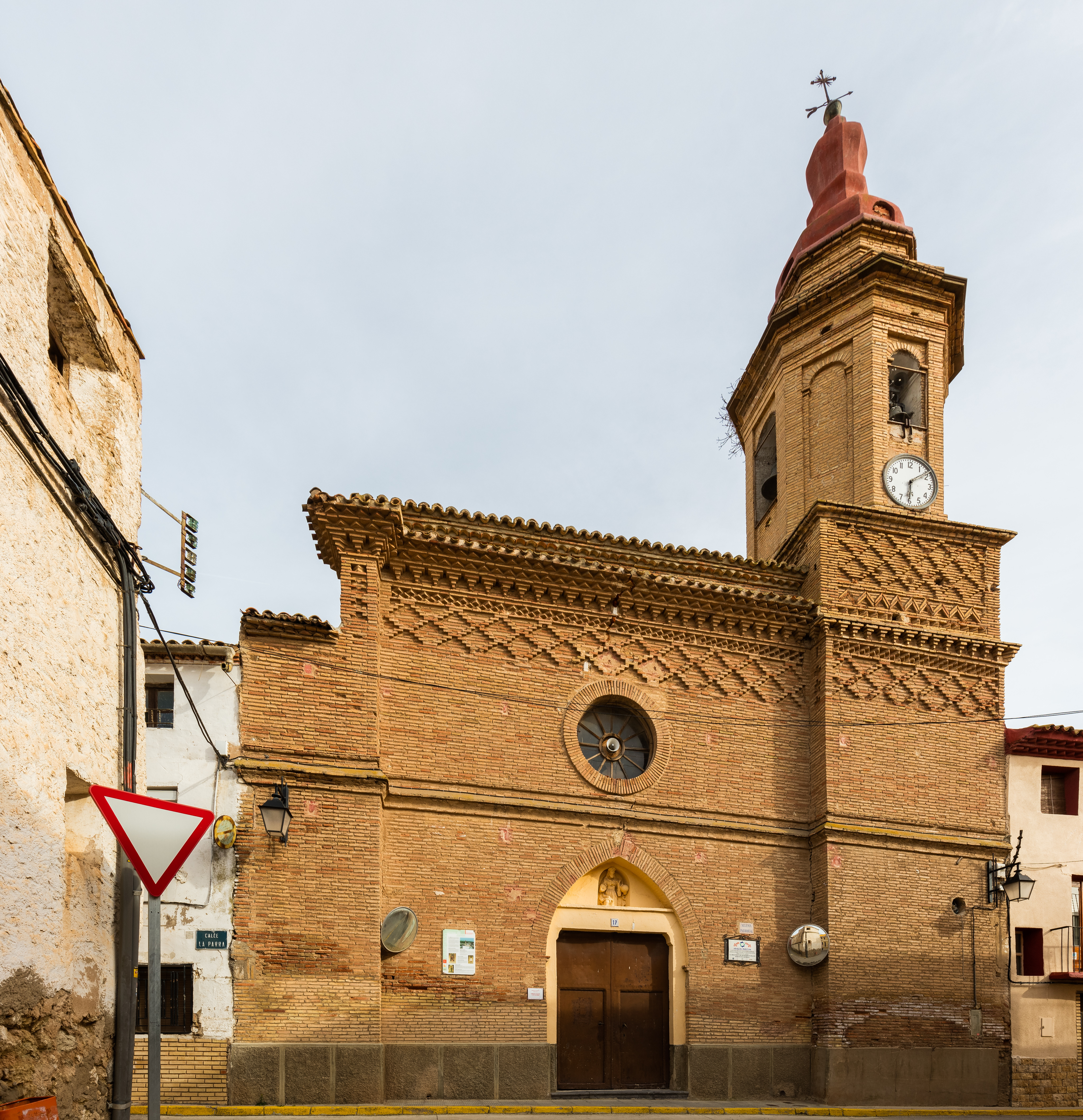
Iglesia de San Salvador, Urrea de Jalón.
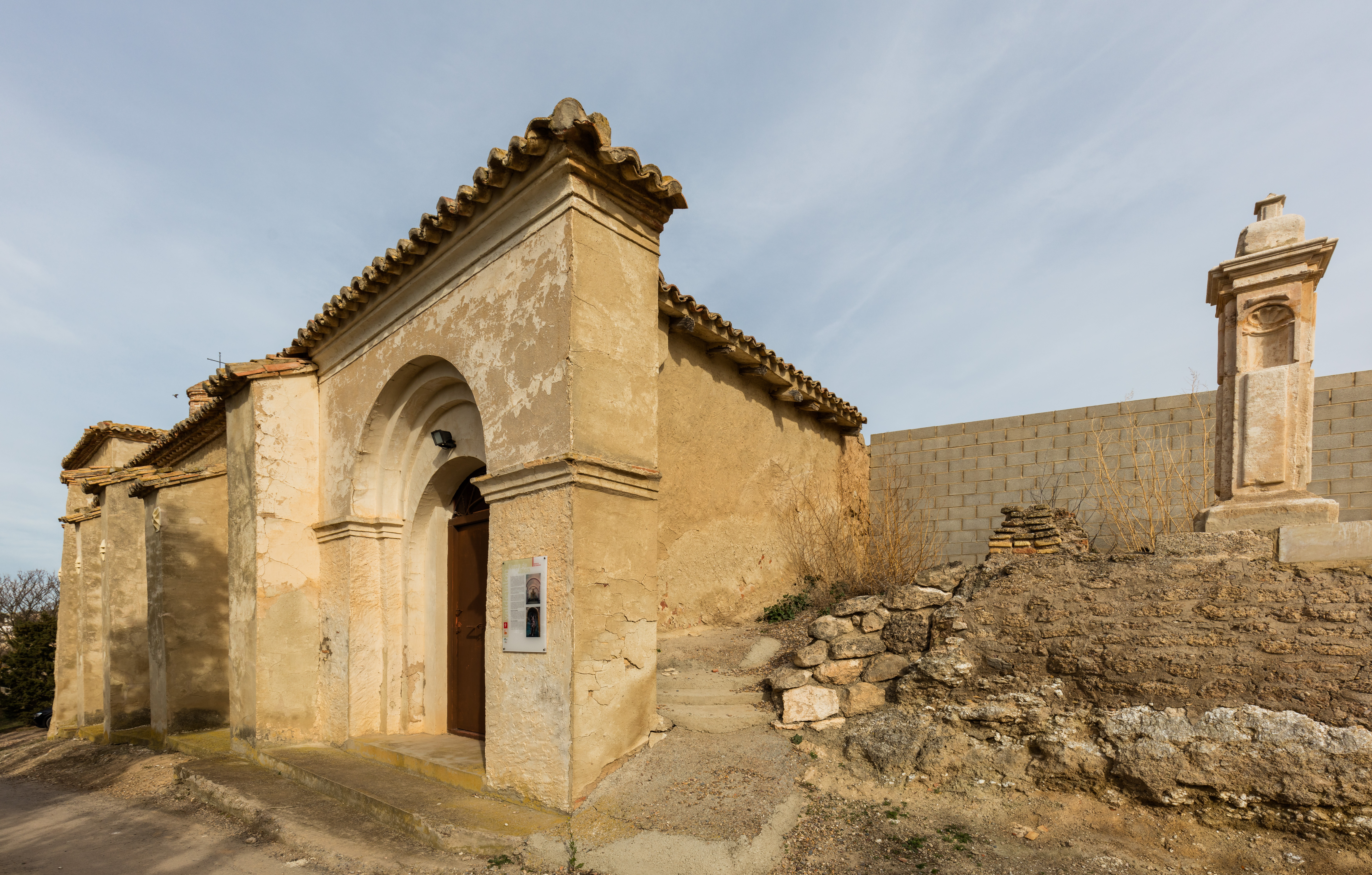
Ermita y peirón de San Sebastián.
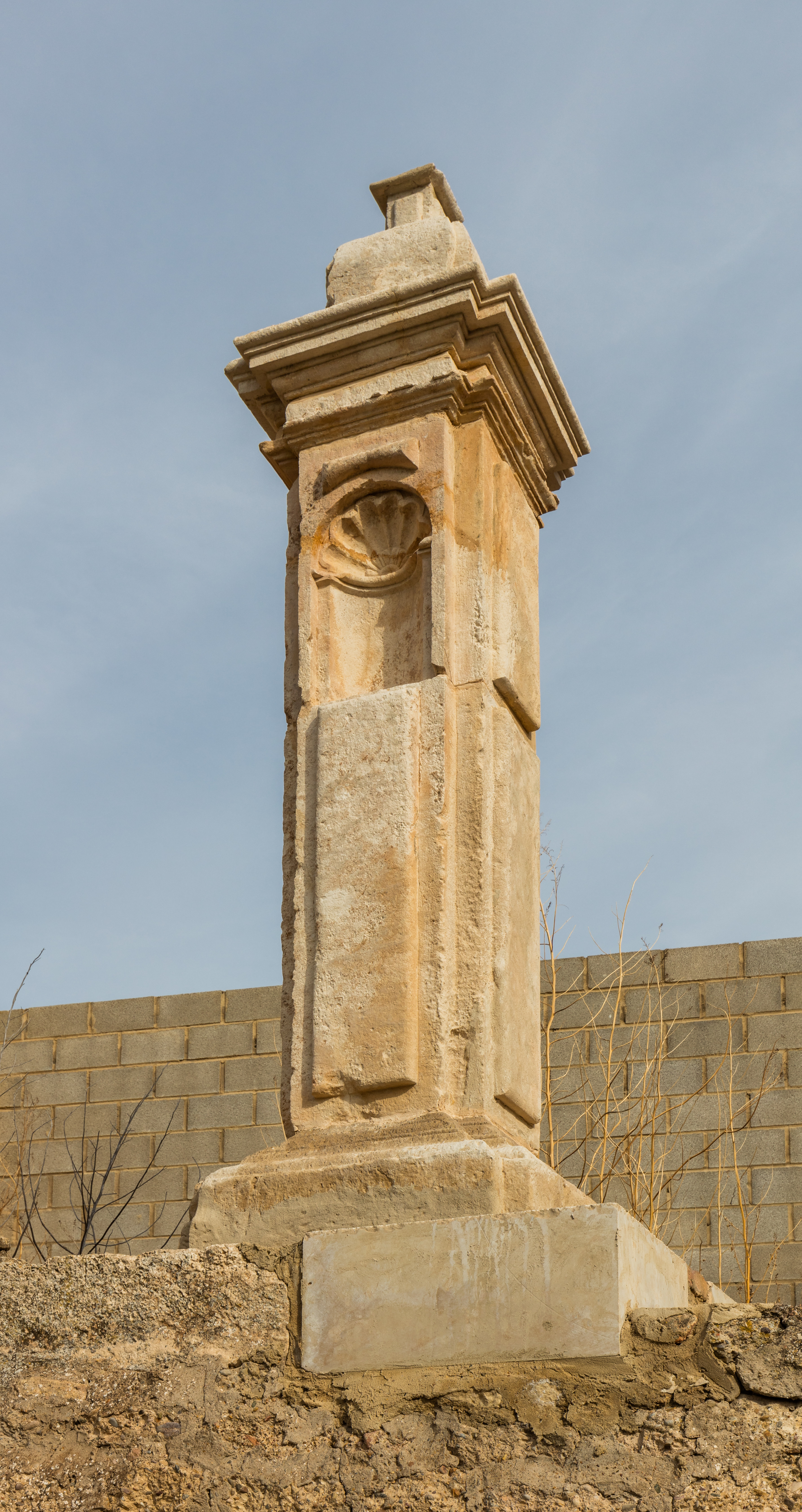
Detalle del peirón de San Sebastián.